# شهرستان ژیجین
شهرستان ژیجین (به لاتین: Zhijin County) یک شهرستان‌های جمهوری خلق چین در چین است که در بیجای واقع شده‌است.